# Eugène Fillot
Jules Eugène Denis Fillot, né en 1822 à Paris et mort le 4 août 1862 dans le 18e arrondissement de Paris, est un auteur dramatique français.

## Biographie
Ses pièces ont été représentées au Théâtre de Montmartre (dont il est directeur en 1838-1839), au Théâtre de l'Ambigu-Comique et au Théâtre de la Gaîté.

## Œuvres
- Le Camarade de chambrée, comédie-vaudeville en 1 acte, avec Thouin, 1836
- Les Petits Métiers, tableau populaire en un acte, mêlé de couplets, avec Thouin, 1836
- L'École de danse à 75 centimes le cachet, tableau-vaudeville en 1 acte, avec Thouin, 1837
- Les Pages du Czar, ou Lequel des deux ?, comédie-vaudeville en un acte, avec Thouin, 1837
- La Barrière des martyrs, prologue en un acte, avec Mathieu-Barthélémy Thouin, 1838
- Cantatrice et Marquise, comédie-vaudeville en 3 actes, avec Thouin, 1843
- Les Filles d'honneur de la reine, comédie-vaudeville en un acte, avec Thouin, 1847
- Henri le Lion, drame en 6 actes et 2 époques, avec Louis-Nicolas Brette Saint-Ernest, 1851
- Un vendredi, vaudeville en 1 acte, 1851
- Le Roi, la Dame et le Valet, comédie-vaudeville en 3 actes, avec Thouin, 1853